# Millettia mavangensis
Millettia mavangensis är en ärtväxtart som beskrevs av François Pellegrin. Millettia mavangensis ingår i släktet Millettia och familjen ärtväxter. Inga underarter finns listade i Catalogue of Life.